# جون دتون (لاعب كرة قدم أمريكية)
جون دتون (بالإنجليزية: John Dutton)‏ هو لاعب كرة قدم أمريكية أمريكي، ولد في 6 فبراير 1951 في رابيد سيتي في الولايات المتحدة.

## وصلات خارجية
- جون دتون على موقع مرجع كرة القدم المحترفة.كوم (الإنجليزية)